# FoodForest
FoodForest is een Belgische documentaire uit 2022, gerealiseerd door Louis De Jaeger.

## Verhaal
In deze documentaire gaat landschapsarchitect Louis De Jaeger België rond op zijn plooifiets, op zoek naar de inspirerende verhalen van voedselbospioniers. Hij start in het oudste voedselbos van België, opgericht door Gilbert Cardon, gaat langs een voedselbos in een psychiatrisch centrum, tot een eetbaar stadspark in Maldegem. In De Woudezel ontdekt hij onbekende eetbare planten zoals de augurkenstruik en de pawpaw, in De Verwildering proeft hij van de appelbes.
Hij gaat op zoek naar wat er fout gelopen is in de landbouw en hoe voedselbossen een oplossing kunnen bieden voor de burnout van de mens en de planeet.

## Festivals & awards
| Filmfestival                                                            | Jaar | Land      | Awards        |
| ----------------------------------------------------------------------- | ---- | --------- | ------------- |
| Ceres Food Film Festival                                                | 2022 | VS        | Best Director |
| International Herb Symposium Film & Photography Festival                | 2022 | VS        | Best Feature  |
| Toronto Independent Film Festival of Cift                               | 2022 | Canada    | Semi-Finalist |
| MidCoast Film Fest                                                      | 2022 | VS        |               |
| Ecocine - Festival Internacional de Cinema Ambiental e Direitos Humanos | 2022 | Brazilië  |               |
| British Columbia Environmental Film Festival                            | 2022 | Canada    |               |
| Cinema e Ambiente Avezzano                                              | 2022 | Italië    |               |
| Melbourne Documentary Film Festival                                     | 2022 | Australië |               |
| MAFF \| Matsalu Nature Film Festival                                    | 2022 | Estland   |               |
| Eko International Film Festival                                         | 2022 | Nigeria   |               |
| GECO Film Festival                                                      | 2022 | Australië |               |

## Budget
De film verkreeg zijn budget deels van Vlaanderen Circulair en werd deels gefinancierd door productiehuis Commensalist.